# Dark Garden
Dark Garden ist ein US-amerikanischer Thriller-Pornofilm von Regisseur Michael Ninn aus dem Jahr 1999.

## Handlung
In dieser futuristischen Geschichte wird eine drogenähnliche Substanz entwickelt, die es einem Benutzer ermöglicht, halluzinatorische, vollständig sensorische sexuelle Erfahrungen zu erleben, indem sie direkt in das Gehirn implantiert wird.
Der Film hat acht Sexszenen und beginnt an einem Tatort mit einem Mann im Bett, der an seinen Schläfen blutet. In einem Rückblick ist zu sehen, wie das Mordopfer einen neuen Film auf seine Super-8-Kamera legt und projiziert. Vicca kommt herein, setzt ihm einen Hut aus Elektroden auf seine Schläfen und scheint ihn dann zu verlassen, den Film anzusehen (ein Schwarzweiß mit Nikita darin). Aber wir sehen, wie Vicca sich teilweise auszieht und masturbiert. Sie hat dann Sex mit dem Mordopfer (während er noch lebte).
Nach dieser Szene kriecht der Mann zurück auf sein Bett und stirbt. Dann kehren wir zum Tatort zurück. Das Opfer entpuppt sich als Sohn des Bürgermeisters, und die Elektroden stellen sich als eine Kombination aus digitalen Platten unter seiner Haut und halluzinogenen Drogen heraus, die äußerlich an ihm angebracht sind. Der Mann hinter diesem neuen Halluzinogen ist Reggie gespielt, der mit seinem anscheinend zurückgebliebenen Zwilling über das neue digitale Zeitalter spricht und wie sie die Welt besitzen werden. In der nächsten Szene masturbiert Nikita und Reggie bearbeitet Aufnahmen von ihr. Reggie fotografiert sie mit einem digitalen Camcorder. Detective White, der den Mord untersuchen soll, ist in Gefahr und nutzt die Droge. White verwendet weiterhin einige Halluzinogene und hat dann Sex mit Detective Taylor in einer anderen Szene. Die nächste Szene spielt im Gefängnis, als ein Gefangener Sex mit Lea Martini hat und White zusieht. Er ruft Reggie an, um Hilfe zu bekommen.

## Wissenswertes
- Dark Garden bezieht sich auf den Garten Eden.
- Michael Ninn imitiert den Stil von Ridley Scotts Blade Runner.
- Der Stil des Films, insbesondere die Kostüme und Geräte, sind an die 1940er Jahre und den Film Noir angelehnt.
- Der Film ist eine Reflexion darüber, wie Pornos bestimmte Arten von Fehlphantasien über Frauen als Sexmaschinen beinhalten.

## Sex-Szenen
- Szene 1: Vicca, Jack Garfield
- Szene 2: Nikita Gross, Kyle Stone, Michael J. Cox
- Szene 3: Juli Ashton, Julian
- Szene 4: Lea Martini, Ramon Nomar
- Szene 5: Mia Smiles, John Decker
- Szene 6: Lisa Belle
- Szene 7: Lisa Belle, Nikita Gross
- Szene 8: Nikita Gross, Julian

## Auszeichnungen
- 2000: AVN Award – Best Video[1]
- 2000: AVN Award – Best Videography (Barry Wood)[1]

## Nominierungen
- 2000: XRCO Award – Best Video[1]